# Peloropeodes costaericae
Peloropeodes costaericae är en tvåvingeart som först beskrevs av Octave Parent 1928.  Peloropeodes costaericae ingår i släktet Peloropeodes och familjen styltflugor.
Artens utbredningsområde är Costa Rica. Inga underarter finns listade i Catalogue of Life.